# Бояри (Люблінське воєводство)
Бояри (пол. Bojary) — село в Польщі, у гміні Подедвуже Парчівського повіту Люблінського воєводства. Населення — 42 особи (2011).

## Історія
За даними етнографічної експедиції 1869—1870 років під керівництвом Павла Чубинського, у селі проживали лише греко-католики, які розмовляли українською мовою.
У 1975—1998 роках село належало до Білопідляського воєводства.

## Демографія
Демографічна структура станом на 31 березня 2011 року:
|          | Загалом | Допрацездатний вік | Працездатний вік | Постпрацездатний вік |
| -------- | ------- | ------------------ | ---------------- | -------------------- |
| Чоловіки | 21      | 2                  | 15               | 4                    |
| Жінки    | 21      | 2                  | 9                | 10                   |
| Разом    | 42      | 4                  | 24               | 14                   |